# Flota de alta mar

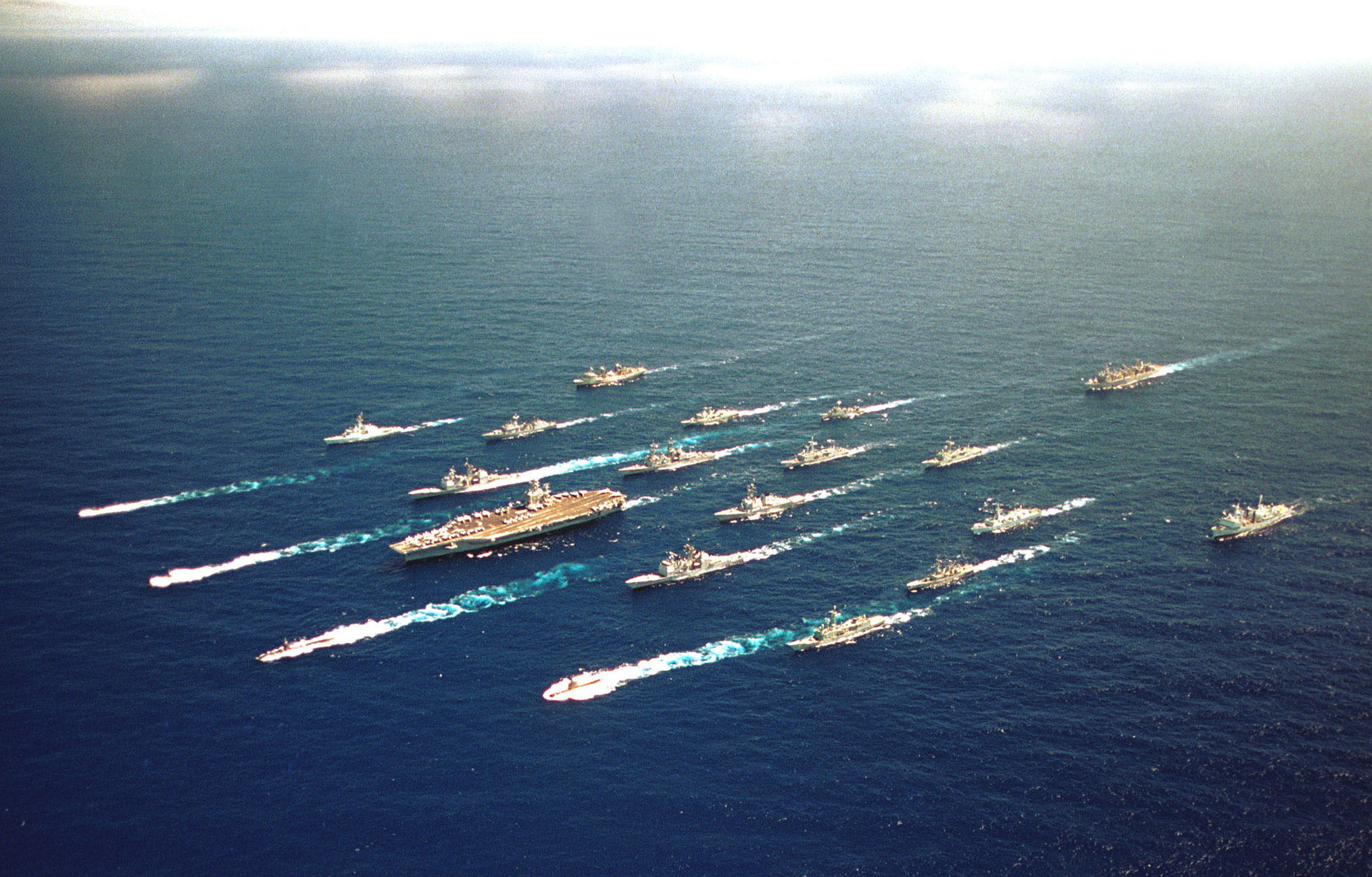
Flota multinacional de 11 países, durante Rimpac.

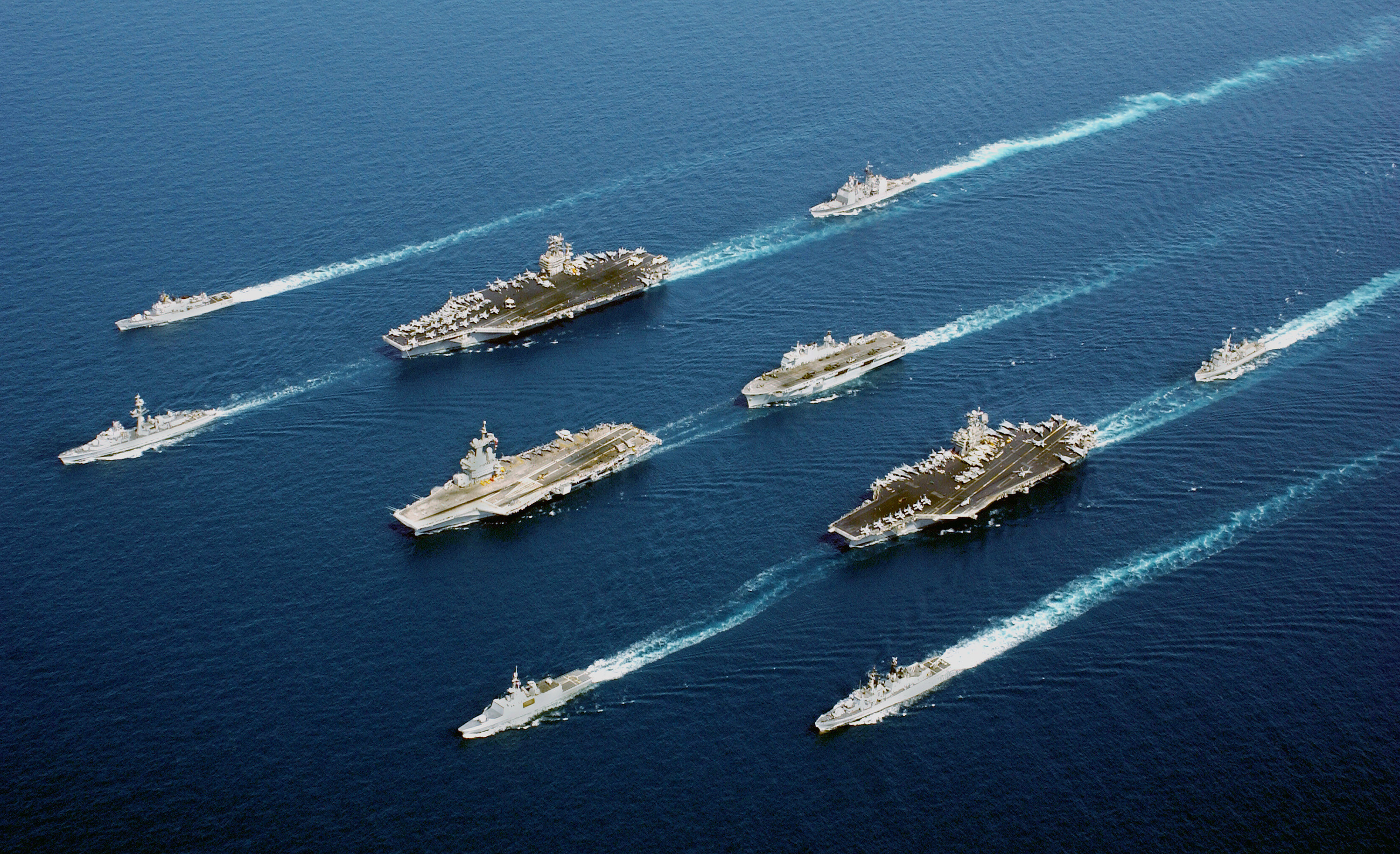
Flota multinacional de 5 países, durante " Operación Libertad Duradera " en el Mar del Omán. En cuatro columnas que descienden, de la izquierda a la derecha: ITS Maestrale (F 570), De Grasse (D 612); USS John C. Stennis (CVN 74), Charles De Gaulle (R 91), Surcouf (F 711); USS Port Royal (CG-73), HMS Ocean (L 12), USS John F. Kennedy (CV 67), HNLMS Van Amstel (F 831); y ITS Luigi Durand de la Penne (D 560).

Una flota de alta mar (en inglés Blue-water Navy, flota de aguas azules), es una expresión que distingue a una fuerza marítima capaz de operar en las aguas profundas de los océanos abiertos. Qué debe constituir tal fuerza es algo indefinido, pero se asume la exigencia de capacidad para ejercer el control del mar en sentido amplio. El término usado en el Reino Unido es expedicionario. 
Es un modo de denominar a las mayores flotas de guerra, que tienen posibilidades de actuar alejadas de sus aguas, en cualquier localización, en concreto hace referencia tres clases de flotas, con la primera de estas  constituida por la flota de Estados Unidos; seguida por las de Reino Unido y Francia; y luego por las de Rusia, China, India e Italia.
La de Estados Unidos, constituyente la más poderosa flota de guerra del mundo, cuenta con un número elevado de portaviones, portahelicópteros, submarinos y buques de asalto anfibio, razón por la cual se le da esa consideración. En cuanto a las de Francia y Reino Unido, son consideradas a su vez flotas de alta mar debido también a que poseen diversas bases en varios territorios de ultramar en diferentes partes del planeta, lo cual les permite moverse en casi cualquier océano. Otras flotas como las de Rusia y China son consideradas flotas de alta mar por la elevada cantidad de unidades que tienen a disposición y por sus capacidades expedicionarias; con las de India e Italia que cierran esta categoría por las mismas razones. 
Las actuales flotas japonesa y surcoreana podrían considerarse en un segundo nivel como flotas de alta mar en comparación a las anteriormente nombradas. 

## Capacidades
Mientras tradicionalmente se hizo una distinción entre la marina costera, que funciona en la zona litoral hasta 200 millas náuticas, y la  de alta mar, un nuevo término ha sido creado por la Marina de los Estados Unidos, la marina de agua verde, que parece ser equivalente a una flota costera pero más envejecida. El término marina de agua marrón, (flota costera) parece haber sido reducido, en el lenguaje USN, a una fuerza de ribera.
La marina de guerra moderna, llamada de alta mar, se deduce para la protección por medio de la fuerza de la subsuperficie, hacer frente a amenazas superficiales y aerotransportadas y por poseer un adecuado alcance logístico, permitiendo una presencia persistente en estos ámbitos. Algunos ambientes marítimos son óbices naturales para mantener tal defensa, como el caso del Ártico.
Pocas marinas pueden funcionar como marinas de este tipo, pero "muchos Estados convierten marinas de aguas verdes en flotas de alta mar y esto aumentará el empleo militar de las EEZ (la zona litoral a 200 millas náuticas)" [...] "con posibles repercusiones para el régimen de la EEZ.[cita requerida] " 
Un ejemplo para diferenciar entre una flota de alta mar y una flota de agua verde escrito durante los años 90s: " 

[...] el primero debería ser una defensa de agua verde activa que permitiría a la Marina Popular de Liberación de ejército proteger las aguas territoriales de China y haría cumplir sus reclamaciones de soberanía en el Estrecho de Taiwán y el Mar de la China Meridional. La segunda fase debería desarrollar una marina azul de agua capaz de proyectar el poder en Océano Pacífico occidental.
Liu, comandante en jefe del PLAN 1982-88 y vicepresidente de la Comisión Central Militar 1989-97

Liu creyó que para realizar una capacidad azul de agua, el PLAN pasaría por obtener portaaviones. Los portaaviones serían desplegados con otros navíos especializados en grupos de batalla, proporcionando la protección contra la subsuperficie, amenazas superficiales y aerotransportadas.
Como no hay ninguna definición clara de una marina de alta mar, cada estado la adapta a sus necesidades. Por lo general se vincula al mantenimiento de portaaviones capaces de actuar en los océanos. A principios de los años 80, en Australia había un amplio debate que llegó al ámbito público para determinar si se debía sustituir su último portaaviones, el HMAS Melbourne. Según el estado mayor de Australia, sin un portaaviones el país sería vulnerable a cualquier tipo de amenaza. Un exjefe de Marina acabó demandando que los australianos tendrían necesariamente que poseer una marina de agua azul (capaz de despliegue lejos de costas amistosas).
La flota de alta mar es un término que no debería asociarse con la marrón, verde o azul.[cita requerida] Un Jefe Naval de Operaciones, el almirante Mullen, indicó en una entrevista a la RADIO KQV (Pittsburgh): 

CNO: Miramos, además de los barcos de agua azules que yo caracterizaría y describiría como nuestros portaaviones y otros barcos que apoyan aquella clase de capacidad, también miramos para desarrollar la capacidad en lo que llamo el agua verde y el agua marrón, el agua marrón es realmente de ríos. (...) Estos son desafíos que tenemos, y tenemos que trabajar juntos para asegurar que las veredas de mar son seguras.
Almirante Mullen

La capacidad del agua azul, verde o marrón depende de los datos específicos de los navíos. Los navíos de una marina de agua verde a menudo pueden funcionar en el agua azul por ejemplo. Cierto número de naciones tienen un extenso activo marítimo, pero carecen de la capacidad de mantener el alcance logístico requerido de manera sostenible. Algunos de ellos unen grupos de tarea de coalición en despliegues de agua azules.
Mientras la flota de alta mar puede proyectar su poder para el control de aguas marinas en otro litoral nacional, permanece susceptible frente a las amenazas de fuerzas menos capaces. La logística obligada por altos gastos puede suponer una ventaja de saturación sobre una fuerza desplegada por aire o tierra: misiles, submarinos diésel-eléctricos, o la táctica asimétrica como la técnica de Ataque Rápido Costero. Un ejemplo de esta vulnerabilidad es el ataque sobre el USS Cole en Adén en 2000.

## Listado de flotas de alta mar[2][3][4]
| País           | Marina                                    | Bandera   | Buque insignia |
| 1.ª clase      | 1.ª clase                                 | 1.ª clase | 1.ª clase      |
| -------------- | ----------------------------------------- | --------- | -------------- |
| Estados Unidos | Armada de los Estados Unidos              |           |                |
| 2.ª clase      |                                           |           |                |
| Reino Unido    | Marina Real británica                     |           |                |
| Francia        | Marina Nacional francesa                  |           |                |
| Italia         | Marina Militare                           |           |                |
| 3.ª clase      |                                           |           |                |
| Rusia          | Armada de Rusia                           |           |                |
| China          | Armada del Ejército Popular de Liberación |           |                |
| India          | Armada India                              |           |                |